# Hassan I Airport
Hassan I Airport (franska: Aéroport de Laâyoune) är en flygplats i den marockanskkontrollerade delen av Västsahara. Hassan I Airport ligger 63 meter över havet.